# Drymadusella nativa
Drymadusella nativa är en insektsart som beskrevs av Stolyarov 1970. Drymadusella nativa ingår i släktet Drymadusella och familjen vårtbitare. Inga underarter finns listade i Catalogue of Life.